# Fundamentalkategorie
Fundamentalkategorie ist ein Begriff, der im Zusammenhang mit der Indexierung und Erschließung von Dokumenten verwendet wird. 
Ähnlich wie Klassen (aus dem Bereich Klassifikation von Dokumenten) sind Fundamentalkategorien „fundamentale“ Klassen oder Begriffe, die einen Oberbegriff in grundlegendste/fundamentale Bestandteile zerlegen. In der DIN 31623 Indexierung zur inhaltlichen Erschließung von Dokumenten Index heißt es:
„Eine Fundamentalkategorie ist das Ergebnis der Teilung universeller Begriffe in allgemeine Teile, die im Prinzip auf alle Begriffsfelder anwendbar ist. Solche Fundamentalkategorien sind beispielsweise:“
- Material (Stoff)
- Eigenschaft
- Vorgang
- Vorrichtung
- Lebewesen

„Es ist zu empfehlen, jeweils die Fundamentalkategorien, die für ein bestimmtes Fachgebiet relevant sind zusammenzustellen und bei der Indexierung zu berücksichtigen.“